# Netiw ha-Szajjara
Netiw ha-Szajjara (hebr. נתיב השיירה) – moszaw położony w Samorządzie Regionu Matte Aszer, w Dystrykcie Północnym, w Izraelu.

## Położenie
Moszaw Netiw ha-Szajjara jest położony na wysokości 40 metrów n.p.m. na zachodnich zboczach wzgórz Zachodniej Galilei. Okoliczny teren łagodnie opada w kierunku zachodnim na równinę przybrzeżną Izraela. W odległości 3,5 km na zachodzie jest wybrzeże Morza Śródziemnego. Na północy przepływa rzeka Nachal Gaton, a na południu strumień Bet ha-Emek. W otoczeniu moszawu Netiw ha-Szajjara znajdują się miasto Naharijja, miejscowość Mazra’a, moszawy Ben Ammi, Amka i Regba, kibuce Kabri, Bet ha-Emek, Lochame ha-Geta’ot i Ewron, wioski komunalne Newe Ziw i Aszerat, wioska chrześcijańska Nes Ammim, oraz wioska arabska Szajch Dannun.

### Podział administracyjny
Netiw ha-Szajjara jest położony w Samorządzie Regionu Matte Aszer, w Poddystrykcie Akka, w Dystrykcie Północnym.

## Demografia
Stałymi mieszkańcami moszawu są wyłącznie Żydzi. Tutejsza populacja jest świecka:

Źródło danych: Central Bureau of Statistics.

## Historia
Pierwotnie w miejscu tym znajdowały się grunty rolne arabskiej wioski al-Ghabisijja. Przyjęta 29 listopada 1947 roku Rezolucja Zgromadzenia Ogólnego ONZ nr 181 przyznała te tereny państwu arabskiemu. Podczas wojny domowej w Mandacie Palestyny w 1948 roku w obszarze tym działały siły Arabskiej Armii Wyzwoleńczej, które paraliżowały żydowską komunikację w całej Galilei. Mieszkańcy wioski al-Ghabisijji mieli jednak zawarty pakt o nieagresji z sąsiednimi osadami żydowskimi i dzięki temu unikali aktów przemocy.  W dniu 27 marca 1948 roku żydowska organizacja paramilitarna Hagana wysłała konwój w celu wzmocnienia obrony oblężonego kibucu Jechi’am. Wpadł on jednak przy wiosce al-Kabri w zasadzkę i został rozbity (zginęło 47 żydowskich bojowników). W zasadzce wzięli udział również mieszkańcy z wioski al-Ghabisijji. Na samym początku I wojny izraelsko-arabskiej Izraelczycy przeprowadzili operację „Ben-Ami”, w trakcie której w nocy z 20 na 21 maja 1948 roku zajęli wioskę al-Ghabisijja. Wszystkich jej mieszkańców wysiedlono, a następnie większość domów wyburzono. Współczesny moszaw został założony w 1950 roku przez żydowskich imigrantów z Iraku i Iranu. Początkowo nosił on nazwę Dowe (hebr. דובא), a następnie w 1954 roku zmieniono ją na obecną, oddając w ten sposób cześć ofiarom konwoju Jechiam.

## Edukacja
Moszaw utrzymuje przedszkole. Starsze dzieci są dowożone do szkoły podstawowej i średniej w kibucu Kabri.

## Kultura i sport
W moszawie jest ośrodek kultury z biblioteką. Z obiektów sportowych jest boisko do piłki nożnej oraz boisko do koszykówki.

## Infrastruktura
W moszawie znajduje się sklep wielobranżowy i warsztat mechaniczny.

## Gospodarka
Gospodarka moszawu opiera się na rolnictwie i sadownictwie. W szklarniach uprawiane są warzywa. Część mieszkańców dojeżdża do pracy w pobliskich strefach przemysłowych.

## Transport
Z moszawu wyjeżdża się na wschód na drogę nr 70, którą jadąc na północ dojeżdża się do skrzyżowania z drogą ekspresową nr 89 przy kibucu Kabri, lub jadąc na południe dojeżdża się do arabskiej wioski Szajch Dannun i skrzyżowania z drogą nr 8721 (prowadzi na wschód do wioski Kelil).